# Pierre Dessain
Jhr. Pierre Charles Hubert Dessain (Luik, 17 januari 1837 - Moelingen, 17 juli 1913) was een katholiek drukker-uitgever en politicus voor de katholieke partij.

## Levensloop
Hij was een zoon van de drukker-uitgever Henri-Charles Dessain (1813-1891) en van Catherine Lamarche (1816-1881). Hij verhuisde naar Mechelen en stichtte er een drukkerij-uitgeverij die eenzelfde activiteit ontplooide als het moederbedrijf in Luik. 
Pierre-Charles sloot aan bij de katholieke partij en werd gemeenteraadslid en schepen (1884-1896) van Mechelen. Hij werd ook verkozen tot provincieraadslid (1882-1894).
Hij trouwde met Hélène Terwangne (1840-1865) en in tweede huwelijk met Nina Mac Dermott (Rathmore, Ierland, 1842 - Mechelen, 1903). Uit het tweede huwelijk sproten zeven kinderen, onder wie Karel Dessain. Een andere zoon was Francis Dessain (1875-1951), die priester werd, kanunnik, secretaris van de kardinalen Mercier en Jozef Van Roey, en aan de wieg stond van de Koninklijke Belgische Voetbalbond en van KV Mechelen.
In 1910 werd hem opname in de erfelijke adel verleend.